# Эрнхардт, Дейл (младший)
Ральф Дэйл Эрнхардт-младший (англ. Ralph Dale Earnhardt Jr.; род. 10 октября 1974, Каннаполис, Северная Каролина, США) — американский автогонщик. 2-кратный чемпион NASCAR Nationwide Series (1998-99), победитель Daytona 500 (2004, 2014).

## Общая информация
Дэйл Эрнхардт-младший — сын семикратного чемпиона NSCS Дейла Эрнхардта-старшего. Американца иногда упрощённо именуют Джуниором в связи с этим.
По окончании сезона 2017 года, завершил карьеру.
17 июня 2015 года Эрнхардт объявил о помолвке со своей девушкой Эми Рейманн. В декабре 2016 года пара поженилась. 30 апреля 2018 у Дэйла и Эми родилась дочь, которую назвали Айла Роуз Эрнхардт. 12 октября 2020 у пары родилась дочь Николь Лоррэйн Эрнхардт.
Фильмография.
Снимался в «Быстрые и громкие»(Gaz monkey). 4 сезон 1 серия.